# Доспат
Доспат (буг. Доспат) град је у Републици Бугарској, у јужном делу земље, седиште истоимене општине Доспат у оквиру Смољанске области.

## Географија
Положај: Доспат се налази у јужном делу Бугарске, близу државне границе са Грчком — 12 km јужно од града. Од престонице Софије град је удаљен 200 km југоисточно, а од обласног средишта, Смољана град је удаљен 75 km западно.
Рељеф: Област Доспата се налази у области западног дела планинског ланца Родопа. Град се сместио у високо постављеној долини Доспатске реке, на приближно око 1.200 метара надморске висине, па је то један од највиших градова како у Бугарској, тако и на Балканском полуострву.
Клима: Због знатне надморске висине клима у Доспату је оштрији облик континенталне климе са планинским утицајима.
Воде: Кроз Доспат протиче Доспатска река горњим делом свог тока. Непосредно уз град на реци је направљена брана, иза које на тај начин је образовано велико Доспатско језеро, друго по величини вештачко језеро у држави (22 km2).

## Историја
Област Доспата је првобитно било насељено Трачанима, а после њих овом облашћу владају стари Рим и Византија. Јужни Словени ово подручје насељавају у 7. веку. Од 9. века до 1373. године област је била у саставу средњовековне Бугарске.
Крајем 14. века област Доспата је пала под власт Османлија, који владају облашћу 5 векова. Током османске владавине месно бугарско становништво је исламизовано.
1912. године град је постао део савремене бугарске државе. Насеље постоје убрзо средиште окупљања за села у околини, са више јавних установа и трговиштем.

## Становништво
По проценама из 2010. године Доспат је имао око 2.500 становника. Огромна већина градског становништва су етнички Бугари, већином муслимански Помаци. Остатак су махом Роми. Последњих две деценије град има сталан пад становништва због удаљености од главних токова развоја у држави.
Претежан вероисповест месног становништва је ислам, а мањинска православље.

## Галерија
- Поглед на Доспат
- Брана на Доспатској реци
- Доспатско језеро